# Maurice Abravanel
Maurice Abravanel (6 de enero de 1903 – 22 de septiembre de 1993) fue un director estadounidense de música clásica. Es recordado como director de la Orquesta Sinfónica Estatal de Utah durante más de 30 años.

## Vida
Abravanel nació en Salónica entonces en el Imperio otomano (hoy Salónica, Grecia). Provenía de una ilustre familia judía Sefardita, que fue expulsada de España en 1492. Sus antepasados recalaron en Salónica en 1517, y sus padres eran ambos nacidos allí. En 1909, la familia se trasladó a Lausana, Suiza, donde el padre, Edouard de Abravanel, fue farmacéutico de éxito.
Durante varios años, los Abravanels vivieron en la misma casa que Ernest Ansermet, el director de la Orquesta de la Suisse Romande. El joven Abravanel tocó el piano a cuatro manos con arreglos de Ansermet, empezó a componer y conoció a compositores como Darius Milhaud e Igor Stravinsky. Se apasionó por la música y descubrió que quería iniciar una carrera como músico. Empezó como pianista para el teatro municipal y crítico de música para el periódico de la ciudad.
El padre de Maurice, aun así, insistió en que hiciera la carrera de medicina y le envió a la Universidad de Zürich, donde estaba a disgusto teniendo que diseccionar cadáveres. Escribió a su padre que prefería ser segundo percusionista en una orquesta que doctor y su padre finalmente renunció.
Abravanel vivió en Alemania de 1922 a 1933, fuertemente implicando en la escena de musical de allí. Vive en París de 1933 a 1936, actuando como director musical del Balanchine Ballet de París y después dirigiendo dos años en Australia. En 1936 Abravanel aceptó un puesto en la Ópera Metropolitana de Nueva York, llegando a ser, a la edad 33 años, el director más joven que el Met había contratado. Se convierte en ciudadano de EE. UU. en 1943. En 1947 es contratado como director musical de la Sinfónica Estatal de Utah, y a lo largo de 30 años llevaron el conjunto a la prominencia internacional, dirigiendo la orquesta en emisiones radiofónicas en vivo y publicando más de 100 registros discográficos.
Abravanel fue conocido como Maurice de Abravanel hasta 1938. Se casó con la cantante Friedel Schako en 1933 y la pareja se trasladó a París el año que los nazis llegaron al poder. El matrimonio acabó en divorcio en 1940, después de que Schako se unió con el director Otto Klemperer. En 1947, Abravanel se casó con Lucy Menasse Carasso y permanecieron casados hasta su muerte. Se casó con su tercera mujer, Carolyn Firmage, en 1987. Murió en 1993 en Salt Lake City, Utah, a la edad de 90 años.

## Carrera musical
En 1922, durante la crisis inflacionaria de la República de Weimar, Abravanel, entonces con 19 años de edad, se trasladó a Berlín. A pesar de la situación económica difícil, Berlín mantenía tres teatros de ópera, que escenificaban actuaciones cada noche del año. Wilhelm Furtwängler, Bruno Walter, Richard Strauss y Otto Klemperer estaban dirigiendo ópera en Berlín en aquel tiempo.
Abravanel era estudiante del compositor Kurt Weill (3 años mayor), quién tuvo que aceptar hasta 46 estudiantes para llegar a fin de mes. Abravanel más tarde comentó que Weill era "un profesor mediocre", pero fue su amigo cercano y un seguidor entusiasta. Después de un año de estudio, Abravanel consiguió un trabajo como repetidor en la ópera en Neustrelitz, al norte de Berlín.  En aquel tiempo, esto era un buen camino para llegar a ser director porque el repetidor, ensayando y practicando con los cantantes, podía a veces sustituir al director cuando era necesario.
En 1924, el teatro en Neustrelitz tuvo un incendio y los cuatro directores buscaron trabajo en otro lugar. Los miembros de la orquesta preguntaron a Abravanel si quería dirigirlos en el castillo. Aceptó y dirigió conciertos de la orquesta dos veces por semana en el castillo, sin ensayos e incluso recibió alguna paga por ello.
En 1925, Abravanel recibió una proposición como director coral en Zwickau, en Sajonia. Estuvo dos años allí, dirigiendo repertorio de opereta. Debido a su éxito en Zwickau, consiguió un puesto como director regular en un teatro mejor en Altenburg.
Después de dos años en Altenburg, Abravanel fue nombrado director en su primer teatro de ópera importante en Kassel. En 1931, el director de la Ópera Estatal de Berlín le vio dirigir una representación de la ópera de Verdi, La forza del destino. Le preguntó si quería dirigir en la Ópera Estatal de Berlín. La orquesta quedó impresionada y aplaudió a Abravanel. Esto era importante porque en aquella época la orquesta decidía si un director invitado podía regresar y él fue invitado regularmente.
Debido al ascenso de Adolf Hitler, los músicos judíos prominentes eran forzados a dejar Alemania. Sintiendo este peligro, Abravanel escogió trasladarse a París junto con Kurt Weill en 1933.
En París trabajó con Bruno Walter que había sido amigo de Gustav Mahler. Walter recomendó a Abravanel como director invitado en la Ópera de París y él fue capaz de preparar, ensayar y dirigir Don Giovanni de Mozart allí. También tuvo la oportunidad de dirigir a la Orquesta Sinfónica de París, el director regular de la cual era Pierre Monteux. También conoció a George Balanchine en París y dirigió sus ballets, así como las obras de su profesor y viejo amigo, Kurt Weill.  Weill y Balanchine colaboraron en un ballet, Los Siete Pecados Capitales, el cual tuvo su estreno en París con Abravanel como director.
Weill dejó París por Londres y después Nueva York (1935) y los Abravanel dejaron París por Australia (1934). A Maurice le habían ofrecido la posibilidad de dirigir conjuntamente las Óperas de Melbourne y de Sídney. Después de un viaje de seis semanas a través del Canal de Suez y a través del océano Índico, llegó para ser aclamado como "director continental eminente."
Dirigió una temporada de 13 semanas en Melbourne y una de dos meses en Sídney con la ópera de Verdi  Aida como apertura en ambas ciudades y una selección equilibrada del repertorio estándar, incluyendo a Puccini, Wagner y Bizet.
En la primavera de 1936, recibió una oferta de la Ópera Metropolitana de Nueva York para dirigir el repertorio alemán y francés. A la edad 33 años, Abravanel sería el director contratado más joven en la historia del Met. Le fue ofrecido un contrato de tres años, del que sólo cumplió dos años. En los años siguientes, Abravanel dirigió en Broadway intentando enfatizar la música de Weill siempre que fue posible.
En 1946 la Orquesta de Sinfónica Estatal de Utah empezó a buscar un director y Abravanel acudió, declarando que quería construir una orquesta permanente que sintiera como propia. Fue seleccionado entre 40 solicitantes para el puesto, recibiendo un contrato de un año. Al aceptar la oferta de Utah tuvo que rehusar un lucrativo contrato con el Radio City Music Hall.  El contrato de un año se convirtió en una carrera de 32 años. Durante aquel tiempo Abravanel construyó la orquesta desde una agrupación local a un muy respetado conjunto profesional con contratos de grabación con Vanguard, Vox, Ángel, y CBS. Trabajó durante años para conseguir un auditorio permanente para la orquesta y consiguió ver realizado este sueño cuándo inauguró el Salt Lake's Symphony Hall, abierto en septiembre de 1979. Poco después se retira por razones de salud.
Además de ser conocido como intérprete importante de los compositores clásicos, Abravanel abanderó la música contemporánea, grabando la música de Crawford Gates y Leroy Robertson entre otros.
De 1954 a 1980, Abravanel también dirigió la Academia de Música del Oeste en Santa Bárbara (California), donde los músicos jóvenes acudían a campamentos de música en verano. Dirigió en Tanglewood, donde fue nombrado artista-en-residencia de por vida. En sus años más tardíos recibió varios honores: La American Symphony Orchestra League le dio su Batuta de Oro en 1981; el presidente Bush le concedió la Medalla Nacional de Artes en 1991 y en 1993 Salt Lake City rebautizó su Symphony Hall como Abravanel Hall.

## Repertorio
Abravanel es recordado sobre todo por sus registros clásicos del Réquiem de Berlioz y varios trabajos orquestales de Edgar Varèse, y Vaughan Williams. También por sus brillantes versiones de los ballets rusos clásicos.
Abravanel fue uno de los primeros directores que grabó una integral de las sinfonías de Gustav Mahler, con la Orquesta de Utah. Esta meritoria integral todavía forma parte de las versiones discográficas de referencia.
Su vasto repertorio se extendía de la música francesa (Milhaud, Saint-Saëns, Franck, Honegger, Varèse, Satie o Berlioz) hasta los compositores románticos alemanes (Beethoven, Schubert, Brahms, Goldmark), los rusos (Chaïkovski, Rimski-Kórsakov, Ipolítov-Ivánov, Glière, Rajmáninov) y nórdicos (Grieg, Sibelius). Con algunas incursiones en el periodo barroco (Bach, Händel, Scarlatti).
También fue un gran especialista en la música de su país de adopción: Gershwin, Gottschalk, Bloch, Copland. También de Leroy Robertson, Morton Gould, Jérôme Kern, Wiliam Schuman, Ned Rorem y Leonard Bernstein. Finalmente también fue un gran intérprete de la música de su tiempo: Stravinski, Villa-Lobos, Vaughan-Williams, Walton o Prokófiev, por citar a los más conocidos.